# لنکا وینرووا
 لنکا وینرووا (اسلواکی: Lenka Wienerová؛ زادهٔ ۲۳ آوریل ۱۹۸۸) یک تنیس‌باز اهل اسلواکی است.